# Mokra (Estonia)
Mokra – wieś w Estonii, w prowincji Võru, w gminie Setomaa. Przed reformą administracyjną z 2017 roku należała do gminy Misso.